# Andrew Morton
Andrew Keith Paul Morton (Inghilterra, 1959) è un programmatore australiano.
È noto per essere uno dei capi progetto del kernel di Linux. Attualmente gestisce una serie di patch nota come mm tree, che contiene patch non testate sufficientemente da essere inserite nelle future versioni del kernel di Linus Torvalds.

## Biografia
Alla fine degli anni 1980, fu uno dei soci di un'azienda a Sydney, Australia che produssero un kit per costruire un computer chiamato Applix 1616. Era inoltre l'ingegnere dell'hardware per l'azienda, ora defunta, Keno Computer Systems. Ha una laurea honoris causa in Ingegneria elettronica, ricevuta dall'università University of New South Wales in Australia.
Nel 2001 Andrew Morton e la sua famiglia si trasferirono da Wollongong (Nuovo Galles del Sud) a Palo Alto, California.
Nel luglio del 2003 Morton entra nell'Open Source Development Labs.
Nell'agosto del 2006, Morton è stato assunto da Google anche se continua a lavorare con il kernel.